# Myanmar Airways International
MAI - Myanmar Airways International Co. Ltd. ist eine myanmarische Fluggesellschaft mit Sitz in Rangun und Basis auf dem Rangun International Airport.

## Geschichte

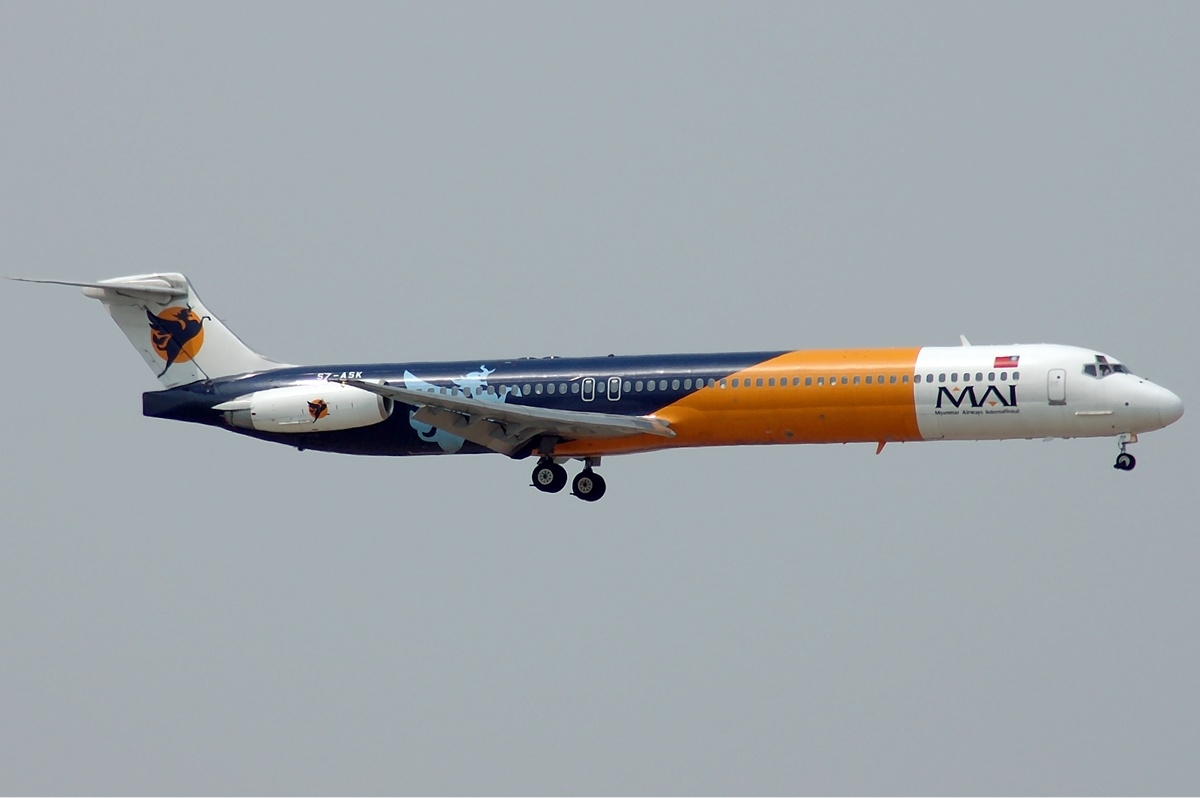
McDonnell Douglas MD-82 der MAI

Die Fluggesellschaft wurde im August 1993 als Joint Venture von Myanma Airways, der nationalen Fluggesellschaft des Landes, und singapurischen Partnern, mit Unterstützung von Royal Brunei, gegründet. Mit dem neuen singapurischen Management, neuen Boeing-Maschinen, besser ausgebildetem Kabinenpersonal und Standards der britischen Civil Aviation Authority war dies der Beginn einer neuen Ära für die nationale Fluglinie.
Die Gesellschaft wurde mit Flügen nach Südost- und Ostasien die internationale Fluglinie, während Myanmar National Airlines weiterhin die inländischen Routen bediente.
Das ursprüngliche Joint Venture wurde 1988 aufgegeben und MAI geriet vollständig in den Besitz von Myanmar National Airways. Im Jahr 2001 erwarb Region Air Myanmar (HK) Ltd im Rahmen eines neuen Joint Ventures 49 % an MAI, 40 % blieben in der Hand von Myanmar National Airlines, und 11 % übernahm ein myanmarischer Geschäftsmann. Der Betrieb der Flotte erfolgte durch die singapurische Gesellschaft Orion Air Pte Ltd. Myanmar Airways International bediente von Rangun aus drei Flugziele in Asien: Singapur, Bangkok und Kuala Lumpur mit einer „all Boeing Fleet“ bestehend aus Boeing 737 und McDonnell Douglas MD-82. Die im März 2004 neu aufgenommene Verbindung nach Neu-Delhi wurde Mitte September 2005 wegen zu geringer Nachfrage wieder eingestellt. Im Zuge der gewaltsamen Niederschlagung von Protesten im Spätjahr 2007 musste Myanmar Airways International den Betrieb am 10. Oktober 2007 einstellen. Der Versicherer der geleasten Flotte hatte wegen der instabilen Lage im Lande die Deckungszusage zurückgezogen. Die Strecke Rangun–Singapur wurde vorerst noch bedient, da auf dieser Route Fluggerät von Jetstar Airways eingesetzt wurde. Im Jahr 2010 verkaufte die Myanmarische Regierung 80 % an die myanmarische Kanbawza Bank Ltd. Danach stellte MAI ihre Flotte auf Flugzeuge der Airbus-A320-Familie um, die zum Teil von ILFC geleast wurden. Daraufhin wurden die Ziele im asiatischen Raum wieder aufgenommen. Seit 2014 ist MAI eine einhundertprozentige Tochtergesellschaft von Kanbawza Bank Ltd.
Nach Unternehmensangaben sind alle Piloten „Expatriates“ und stammen aus dem Ausland.

## Flugziele
Myanmar Airways International fliegt von Rangun Ziele in Südost- und Ostasien an. Nach Japan fliegt MAI als reine Charterflüge.
Codesharing
Codeshare-Abkommen bestehen mit Asiana Airlines, Korean Air und Malaysia Airlines.

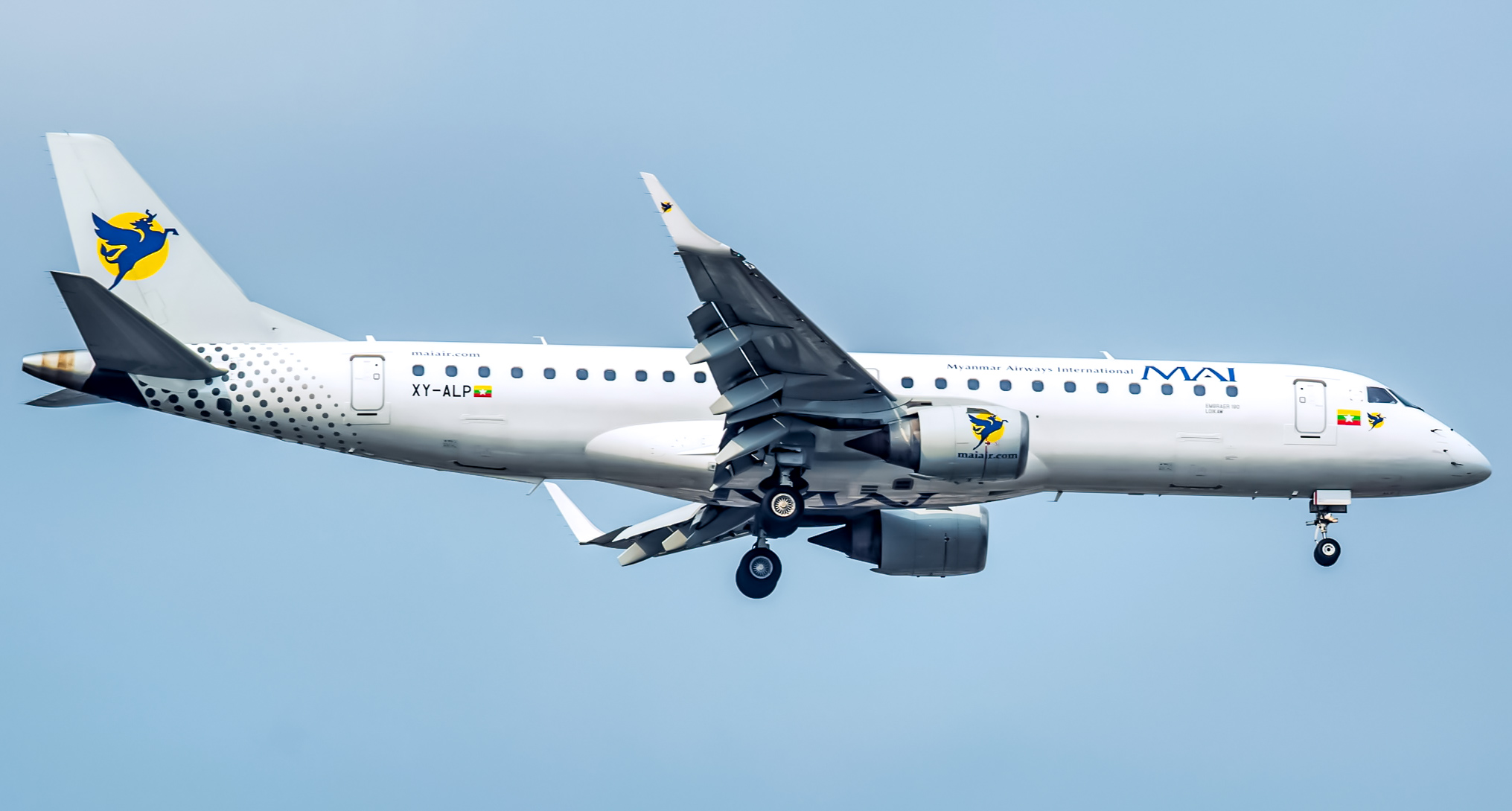
Embraer 190LR der MAI

## Flotte
Mit Stand Mai 2025 besteht die Flotte der Myanmar Airways International aus neun Flugzeugen mit einem Durchschnittsalter von 16,5 Jahren:

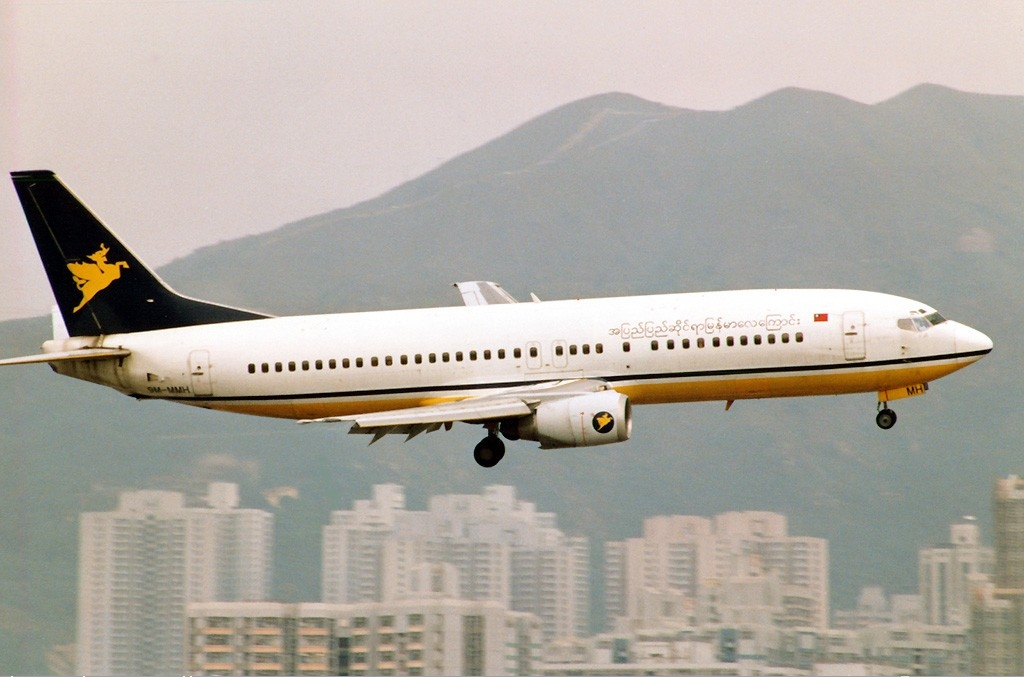
Boeing 737-400 der MAI, Flughafen Kai Tak

| Flugzeugtyp     | Anzahl | bestellt | Anmerkungen                      | Sitzplätze (Business/Economy) | Durchschnittsalter |
| --------------- | ------ | -------- | -------------------------------- | ----------------------------- | ------------------ |
| Airbus A319-100 | 4      |          |                                  | 140 (8/132)                   | 20,2 Jahre         |
| Airbus A320-200 | 2      |          | einer mit Sharklets ausgestattet | 170 (8/162)                   | 14,5 Jahre         |
| ATR 72-600      | 1      |          |                                  | 68 (–/68)                     | 12,8 Jahre         |
| Embraer 190     | 2      |          |                                  | 98 (6/92)                     | 13,1 Jahre         |
| Gesamt          | 9      | –        |                                  |                               | 16,5 Jahre         |

### Ehemalige Flugzeugtypen
- ATR 42-300
- ATR 72-500
- Airbus A320-200
- Airbus A321-100
- Boeing 737-300/400/800
- Boeing 757-200
- Fokker 100
- McDonnell Douglas MD-82